# Achyra melanostictalis
Achyra melanostictalis is een vlinder uit de familie van de grasmotten (Crambidae), uit de onderfamilie van de Pyraustinae. De wetenschappelijke naam van deze soort is voor het eerst voorgesteld als Pionea melanostictalis door George Francis Hampson in een publicatie uit 1916.
De soort komt voor in Somalië en Kenia.